# Batteria Ammiraglio Ronca
La  Batteria Ronca è una fortificazione militare sulla punta a nord-ovest dell'Isola del Tino. 
Intitolata all'ammiraglio Gregorio Ronca, la batteria è stata costruita negli anni Venti del XX secolo come parte del Sistema fortificato del Golfo della Spezia.
L’installazione è di particolare interesse per il suo aspetto di progettazione tecnico militare. Infatti il fatto di trovarsi su di una isola molto piccola senza approdi poneva il problema di ovviare all’isolamento della sua guarnigione, possibile in caso di maltempo o per assedio nemico. 

Il progettista ha quindi dovuto provvedere i necessari accorgimenti per garantire un’autonomia prolungata, predisponendo ampi e protetti magazzini per munizioni, viveri e confortevoli alloggi per il personale.
Un'apposita galleria alloggia un fanale estraibile posto su rotaie per illuminare le navi nemiche.
Dopo l’armistizio del 1943 la costruzione fu rafforzata con una casamatta edificata secondo gli standard tedeschi in uso nel Vallo Atlantico.